# Saint-Philbert-de-Bouaine
Saint-Philbert-de-Bouaine è un comune francese di 2 966 abitanti situato nel dipartimento della Vandea nella regione dei Paesi della Loira.

## Società

### Evoluzione demografica
Abitanti censiti